# Bahá’í-Gemeinde in Deutschland

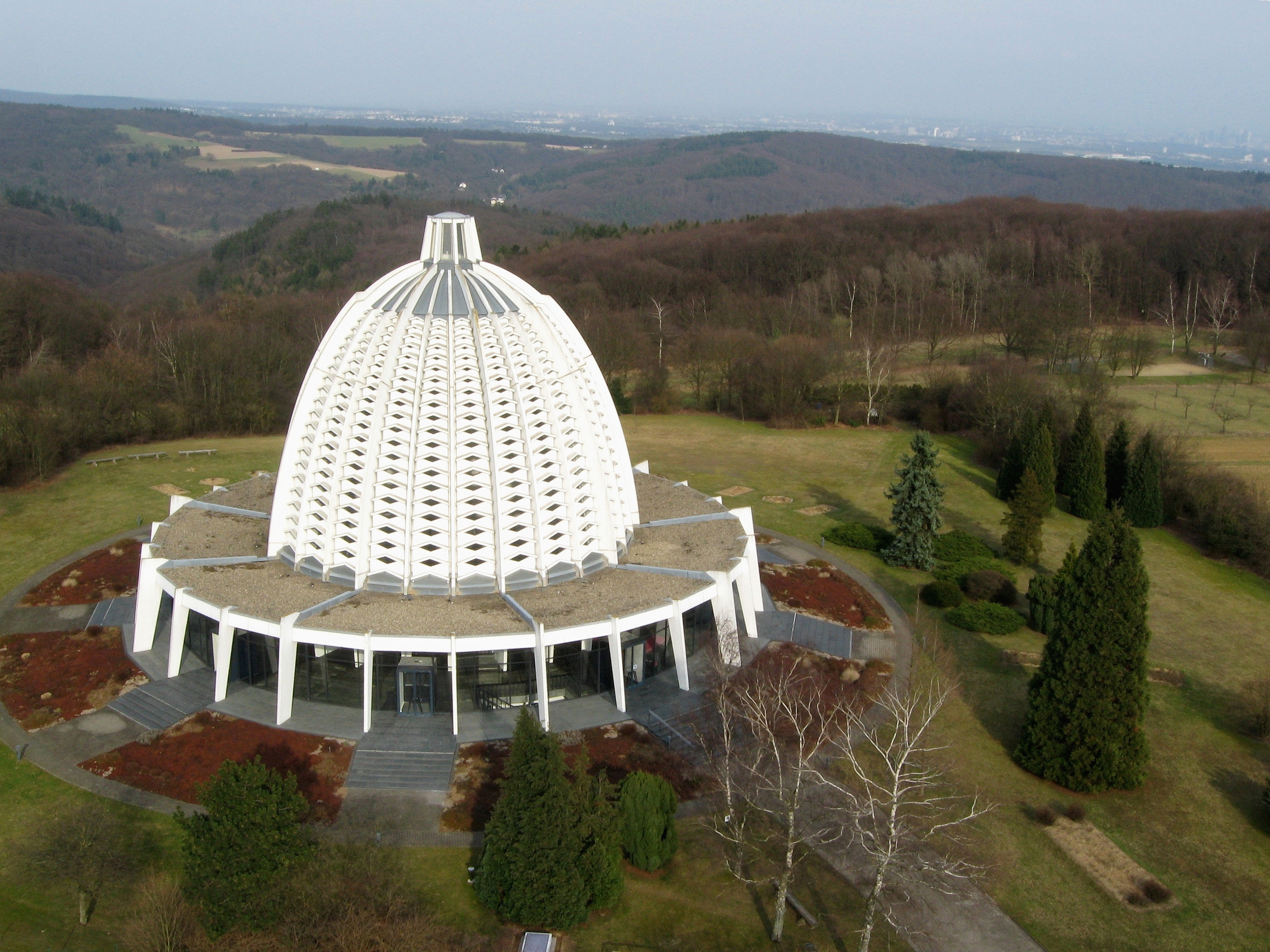
Der Europäische Bahaitempel in Langenhain bei Hofheim am Taunus (2012)

Die Anfänge der Bahá’í-Gemeinde in Deutschland gehen auf das Jahr 1905 mit der Entstehung einer ersten Gruppe von Gläubigen in Stuttgart zurück. Hierauf folgte ab 1922 der schrittweise Aufbau einer administrativen Gemeindeordnung, in der sich Bahai organisieren. 2013 wurde der deutschen Bahá’í-Gemeinde der Status Körperschaft öffentlichen Rechts verliehen mit Sitz in Hofheim am Taunus. Auf Bundesebene wird sie durch den neunköpfigen Nationalen Geistigen Rat der Bahá’í in Deutschland vertreten, der in drei Regionen Regionalräte ernennt, und auf örtlicher Ebene durch örtliche Geistige Räte, die aus jeweils neun lokal gewählten Personen bestehen. Laut ihrer Verfassung versteht sich die Bahá’í-Gemeinde in Deutschland als Teil der Bahá’í-Weltgemeinde mit Sitz in Haifa, Israel, und untersteht somit dem Universalen Haus der Gerechtigkeit, das von den Mitgliedern der Nationalen Geistigen Räte aus aller Welt alle fünf Jahre gewählt wird. Die rechtliche Grundlage der Gemeinde geht auf den Religionsstifter Bahāʾullāh zurück.
Die Gemeinde hat derzeit etwa 6000 Mitglieder (Stand 2022).

## Religiöser Hintergrund
Zu den Grundlagen der Bahai-Lehre gehört der Aufruf Bahāʾullāhs: „Der Hauptzweck, der den Glauben Gottes und Seine Religion beseelt, ist, das Wohl des Menschengeschlechts zu sichern, seine Einheit zu fördern und den Geist der Liebe und Verbundenheit unter den Menschen zu pflegen.“ Das Ziel einer auf Gerechtigkeit basierenden, vereinten Weltgemeinschaft vor Augen, gilt dem Bahaitum das Prinzip der Einheit in der Vielfalt als normatives Organisationsprinzip der Gemeinde.
Ein Klerus von Geistlichen oder Rechtsgelehrten war von Anfang an im Bahaitum nicht vorgesehen. Bereits der Bab stellte Verordnungen auf, die dem schiitischen Klerus in Persien die Machtgrundlage entziehen sollten. Die bislang geltende Einteilung in gelehrte Kleriker und zur Nachahmung verpflichtete Laien wurden für nichtig erklärt. Im Vordergrund steht die unmittelbare Beziehung der Gläubigen zu Gott und seinem Offenbarer, für die ein Mittler nicht erforderlich sei. Dies wird in den Bahai-Schriften mit dem Grundsatz der „selbständigen Suche nach Wahrheit“ begründet. Die Gläubigen sind durch Bahāʾullāh  aufgerufen, regelmäßig in den Schriften zu lesen. Entsprechend groß ist die Bedeutung, die Alphabetisierung und Bildung beigemessen wird.

## Geschichte
Nach der Bildung der ersten Bahaigruppe im Raum Stuttgart ab 1905 durch Edwin Fischer und Alma Knobloch und der Gründung des „Selbstverlags der Bahai-Vereinigung“ 1909 trug vor allem der Besuch von ʿAbdul-Baha', Sohn des Religionsstifters Bahāʾullāh, 1913 in Stuttgart zu einer frühen Verbreitung des Bahaitums im Westen bei. Der Geistige Rat der Bahai in Stuttgart bildete sich 1922, womit die administrative Gemeindeorganisation der Bahai in Deutschland ihren Anfang nahm. Im September 1922 wurde in Stuttgart ein erster Nationalrat von Delegierten aus ganz Deutschland mit neun Mitgliedern gewählt. Ins Vereinsregister beim Amtsgericht Stuttgart wurde der Nationale Geistige Rat der Bahá’í in Deutschland erstmals im Jahr 1932 eingetragen.
In der Zeit des Nationalsozialismus erfolgte nach Verhören und Inhaftierungen 1937 ein Verbot des Bahaitums. Nach dem Zweiten Weltkrieg wurde das Gemeindeleben in Westdeutschland bald wieder aufgenommen, während im Osten Deutschlands ab 1948 bis zur Wiedervereinigung ein Organisationsverbot galt.
1964 wurde der nach den Plänen des Frankfurter Architekten Teuto Rocholl erbaute (und von der Bahá’í-Gemeinde in Deutschland als Europäisches Haus der Andacht bezeichnete) Bahaitempel in Hofheim-Langenhain eingeweiht und 1987 in die Reihe der Kulturdenkmäler in Hessen aufgenommen. Im Umfeld ist die Errichtung eines Altenheimes und weiteren sozialen Einrichtungen geplant.
Die islamische Revolution im Iran im Jahr 1979 und die danach einsetzende Verfolgung der Bahai im Ursprungsland ihres Glaubens hatte zur Folge, dass zahlreiche iranische Bahai in Deutschland Asyl beantragten und von der Bahá’í-Gemeinde aufgenommen wurden.
Die deutsche Wiedervereinigung ermöglichte 1990 mit der Aufhebung des Bahai-Verbots durch den Ministerrat der DDR wieder eine geeinte Bahaigemeinde, beginnend mit der Wahl eines Geistigen Rates in Leipzig, wo bereits ab 1907 eine Gemeinde entstanden war. Im selben Jahr organisierte die Gemeinde die „One World Concerts“ von Dizzy Gillespie in Berlin, Moskau und Prag.
Mit dem Bahai-Beschluss des Bundesverfassungsgerichtes 1991 wurde den Bahaigemeinden in Deutschland eine Rechtsfähigkeit innerhalb des Vereinsrechts unter Berücksichtigung ihrer internen Hierarchiestrukturen ermöglicht. An der Weltausstellung Expo 2000 in Hannover beteiligte sich die deutsche Gemeinde mit einem Pavillon im „Global House“ mit Einblicken in die Entwicklungsarbeit der Internationalen Bahá’í-Gemeinde.
2013 verlieh das Land Hessen der Bahá’í-Gemeinde in Deutschland den Rechtsstatus einer Körperschaft des öffentlichen Rechts (K.d.ö.R.). Von 117 als Verein registrierten örtlichen Bahaigemeinden im Jahr 2001 wurden bis ins Jahr 2017 89 Gemeinden organisatorisch in die Körperschaft aufgenommen. 2019 gehörten neunzig örtliche Gemeinden der Bahá’í-Gemeinde in Deutschland K.d.ö.R. an.
Die Bahai feiern jährlich neun Feiertage, oftmals auch im kleinen privaten Kreis. Im größeren Rahmen wurden von den Gemeinden zuletzt die Feierlichkeiten zum 200. Geburtstag Baha’ullahs am 22. Oktober 2017 deutschlandweit begangen, unter anderem mit Glückwünschen von Bundespräsident Frank-Walter Steinmeier.

## Mitgliedschaft
Die Mitgliedschaft steht grundsätzlich allen Menschen offen. Voraussetzung ist eine Willenserklärung der „Anerkennung Bahāʾullāhs als die Manifestation Gottes unseres Zeitalters“, die nach Erreichen des Alters religiöser Mündigkeit von 15 Jahren erfolgen kann. Eine Taufe oder rituelle Initiation kennt das Bahaitum nicht. Kinder von Bahai-Familien können vor diesem Alter über ihre Eltern am Gemeindeleben teilnehmen und werden als solche ebenfalls von der Gemeinde registriert.
Zu den Aufnahmekriterien gehört laut Gemeindeverfassung eine schriftliche Erklärung des „Bekenntnisses zu Bahá’u’lláh als Stifter einer eigenständigen Offenbarungsreligion“ sowie die „Unterwerfung unter Seine Gesetze, Lehre und Gemeindeordnung“. Die Mitgliedschaft kann schriftlich sowohl durch das Mitglied als auch durch den Nationalen Geistigen Rat der Bahá’í in Deutschland jederzeit und ohne Begründung beendet werden. Neben dem Ausschluss aus der Gemeinde gibt es auch die Möglichkeit des Entzugs bestimmter administrativer Rechte innerhalb der Gemeinde.
Von Mitgliedern der Bahá’í-Gemeinde in Deutschland werden keine Pflichtbeiträge, Gebühren oder Abgaben erhoben. Die Gemeinde in Deutschland finanziert sich ausschließlich über freiwillige Spenden ihrer Mitglieder. Daneben können karitative, humanitäre oder soziale Projekte auch mit Zuwendungen von außerhalb realisiert werden. Zudem gibt es eine globale Abgabe (Huqúqu’lláh), die als religiöse Pflicht in den Verantwortungsbereich des einzelnen Gemeindemitglieds fällt.
Das aktive und passive Wahlrecht gilt für Gemeindemitglieder, die mindestens 21 Jahre alt sind. Inzwischen fiel das aktive Wahlrecht auf 18 Jahre.
Die Relevanz der Mitgliedschaft für eine Zuerkennung der Flüchtlingseigenschaft wird angesichts der Verfolgung der Bahai – insbesondere im Iran – an der Entwicklung der länderspezifischen Situation gemessen.

## Örtliches Gemeindeleben
Als Grundlage des örtlichen Gemeindelebens versteht die Bahá’í-Gemeinde in Deutschland K.d.ö.R. das sogenannte Neunzehntagefest, das von den Mitgliedern der Gemeinde zu Beginn eines jeden Bahai-Monats, also alle 19 Tage, begangen wird. Das Teilnahmerecht beschränkt sich auf Mitglieder der Bahá’í-Weltgemeinde. Feste Bestandteile des Neunzehntagefestes sind eine Andacht, eine Beratung der Gemeindeangelegenheiten und ein geselliges Beisammensein, wobei Mitglieder der örtlichen Gemeinde nicht nur zu einer Teilnahme berechtigt, sondern – religiös betrachtet – sogar dazu verpflichtet sind. Eine stimmberechtigte Teilnahme an der Beratung ist nur Mitgliedern der jeweiligen örtlichen Gemeinde möglich.

## Wirken auf Bundesebene
Die Bahai-Gemeinde in Deutschland ist Mitglied im Runden Tisch der Religionen in Deutschland, in Ergänzung der Mitgliedschaft örtlicher Gemeinden in lokalen Foren des interreligiösen Dialogs sowie Räten der Religionen. Im Abrahamischen Forum engagiert sie sich in interreligiöser Projektarbeit.
Im Bereich Menschenrechte ist sie Mitglied im Trägerverein des Deutschen Instituts für Menschenrechte, im Forum Menschenrechte und im Deutschen Menschenrechtsfilmpreis. Sie ist Gründungsmitglied der Stiftung gegen Rassismus.
In der Bundeshauptstadt unterhält der Nationale Geistige Rat seit der Jahrtausendwende ein „Büro für Außenbeziehungen“. Es befasst sich mit den inhaltlichen Schwerpunkten Menschenrechte und Unterdrückung der Bahai im Iran sowie in anderen islamischen Ländern  und wurde in jüngster Zeit um die Thematik gesellschaftlicher Diskurse erweitert. Das Büro pflegt Kontakte zu Bundestag und Bundesregierung und vertritt die menschenrechtlichen Themen medial. Es nimmt zudem die Mitgliedschaft der Bahá’í-Gemeinde in Deutschland in den meisten der obengenannten bundesweiten Gremien wahr.